# 에이드리언 폴
에이드리언 폴(Adrian Paul, 1959년 5월 29일 ~ )은 잉글랜드의 배우이다.

## 출연 작품
- 애셜론: 라이즈 오브 더 머신 (2015)
- 인디펜던스:인류 최후의 반격 (2014)
- 아포칼립스 2014 (2014)
- 우주전쟁: 지구대침공 (2013)
- 우주 전쟁: 걸라이어스 (2012)
- 아이보그 (2009)
- 나인 마일즈 다운 (2009)
- 하이랜더 5 (2007)
- 타이드 오브 워 (2005, Tides of War)
- 모스크바 히트 (2004)
- 스톰 왓치 (2002)
- 브리드 (2001)
- 엔드 오브 게임 (2000)
- 디아블로 (1999)
- 수잔스 플랜 (1998)
- 커버 걸 킬러 (1993)
- 러브 포션 넘버 9 (1992)
- 하이랜더 - TV 시리즈 (1992)
- 아울 (1991)
- 산타, 뉴욕에 나타나다 (1991)
- 워 댄싱 (1989)
- 죽음의 붉은 마스크 (1989)
- 우주 전쟁 (1988)
- 미녀와 야수 (1987)